# George Clinton (musiker)
George Edward Clinton, Jr., född 22 juli 1941 i Kannapolis, North Carolina (men uppväxt i New Jersey), är en amerikansk sångare, keyboardist och producent. Han är en av de allra viktigaste musikerna inom funken och utvecklade denna musik starkt. Han tog bl.a. inspiration från rockmusiker som Jimi Hendrix, Frank Zappa och funkpionjären Sly Stone. Han var frontfigur i de båda funkgrupperna Parliament och Funkadelic under 1970-talet och hade sedan framgångar som soloartist på 1980-talet. Han är även känd under smeknamnet Dr. Funkenstein. Med sin speciella stil utvecklade han en form av tung funk med mycket syntar och körer som han kallade för p-funk.
1955 bildade han gruppen The Parliaments. På slutet av 1960-talet mynnade detta ut i de båda grupperna Parliament och Funkadelic. Som ledare av båda dessa grupper gav han ut många framgångsrika album och hade flera storsäljande singlar på billboards R&B-lista under 1970-talet. Under 1980-talet fortsatte han officiellt som solartist, men de flesta av de musiker han jobbat med under 1970-talet var fortfarande kvar vid hans sida. 
Han är fortfarande (2018) aktiv inom musiken.

## Diskografi
Studioalbum
- 1982 – Computer Games (Capitol Records)
- 1983 – You Shouldn't-Nuf Bit Fish (Warner Bros.)
- 1985 – Some of My Best Jokes Are Friends (Capitol Records)
- 1986 – R&B Skeletons in the Closet (Capitol Records)
- 1989 – The Cinderella Theory (Paisley Park Records)
- 1992 – Go Fer Yer Funk (P-Vine Records)
- 1993 – Hey Man, Smell My Finger (Paisley Park Records)
- 1993 – Dope Dogs (XYZ)
- 1993 – Sample Some of Disc - Sample Some of D.A.T. (A&M Records)
- 1993 – Sample Some Of Disc - Sample Some Of D.A.T. Volume 2 (AEM Record Group)
- 1996 – T.A.P.O.A.F.O.M. (550 Music)
- 1996 - Testing Positive (A&M Records)
- 2005 - How Late Do U Have 2BB4UR Absent? (Nocturne)
- 2008 – George Clinton and His Gangsters of Love (Shanachie)[8]

Livealbum
- 1976 – The Mothership Connection – Live from Houston (Capitol Records)
- 1990 – Live at the Beverly Theater (Southbound Records)
- 1995 – Mothership Connection Newberg Session (P-Vine Records)
- 2004 – 500,000 Kilowatts of P-Funk Power (Fruit Tree)
- 2006 – Take It To The Stage (Music Avenue)
- 2015 – P-Funk Live at Metropolis (Metropolis)